# Tom of Finland
Tom of Finland, de son vrai nom Touko Valio Laaksonen, est un dessinateur et peintre finlandais, né le 8 mai 1920 à Kaarina et mort le 7 novembre 1991 à Helsinki. Il a durablement influencé la culture gay par ses représentations fantasmatiques et fétichistes d'hommes.

## Biographie
À l'âge de dix-neuf ans, Laaksonen quitta sa ville natale de Kaarina pour suivre des études d'art à Helsinki. C'est là qu'il commença à esquisser ses premiers dessins homoérotiques, inspirés d'images de travailleurs finlandais qu'il collectionnait depuis sa jeunesse. La Finlande s'engagea dans la Guerre d'Hiver contre l'URSS, puis dans la Seconde Guerre mondiale, Touko fut enrôlé dans l'armée finlandaise. Après la guerre, Laaksonen revint à la vie civile et travailla dans l'industrie publicitaire, continuant à dessiner par ailleurs. En 1957, il envoya quelques-uns de ses dessins homoérotiques au magazine américain Physique Pictorial, publiés sous le pseudonyme de « Tom of Finland » pour éviter qu'on le reconnaisse dans son pays.
L'œuvre de Laaksonen attira vite l'attention de la communauté gay dans son ensemble et, vers 1973, il commença à publier à la fois des livres de bande dessinée érotique et pornographique et intégra le monde de l'art. « Tom » était surtout connu pour ses productions centrées sur des personnages aux corps musclés et des archétypes masculins tels que les soldats, les motards, les policiers à moto, les marins, les bûcherons et les hommes habillés de cuir. Sa série de bande dessinée la plus importante, les BD Kake, regorge de ces personnages archétypaux, à commencer par le personnage central, un brun moustachu vêtu de cuir et qui porte un T-shirt blanc.
Des expositions de l'œuvre de Laaksonen commencèrent dans les années 1970 et en 1973, il abandonna son travail à plein temps à Helsinki dans l'entreprise publicitaire internationale McCann-Erickson. « Depuis lors, j'ai vécu en jeans et de mes dessins », ainsi décrivait-il la transition dans son mode de vie qui se fit à cette époque.
En 1979, Laaksonen fonda la Société « Tom of Finland » pour rassembler et commercialiser son œuvre. Cette société existe toujours et a évolué sous la forme d'une fondation à but non lucratif consacrée à la collecte, à la conservation et à l'exposition des œuvres d'art homoérotiques. À la fin des années 1990, la société présenta une ligne de mode inspirée des œuvres de « Tom », couvrant un large éventail de styles, en plus du « look » blousons et jeans déchirés de ses dessins. Cette ligne de vêtements équilibre l'homoérotisme d'origine avec la culture grand public de la mode et leurs défilés ont lieu en même temps que ceux des autres maisons de couture.
Laaksonen a partagé sa vie durant 28 ans avec son compagnon, le danseur Veli "Nipa" Mäkinen, jusqu'à la mort de ce dernier, en 1981.
Avant sa mort, « Tom » a fait l'objet d'un documentaire, Daddy and the Muscle Academy – The Art, Life, and Times of Tom of Finland.

## Polémique et valeur artistique
De son vivant, et après, l'œuvre de Laaksonen a suscité l'admiration ou le mépris des différents clans de la communauté artistique. Laaksonen a entretenu une amitié avec le photographe gay Robert Mapplethorpe dont l'œuvre développant une iconographie sadomasochiste et fétichiste fut aussi un objet de scandale.
Une partie controversée de son œuvre consiste en dessins érotisant des hommes habillés en uniforme nazi. Ne représentant qu'une petite partie de son œuvre et d'époque ancienne, leur côté « sensible » les a écartés des anthologies les plus récentes de son œuvre. Laaksonen a plus tard désavoué ce travail et s'est efforcé de dissocier sa personne et son œuvre d'idéologies fascistes ou racistes. Tom a aussi représenté un grand nombre d'hommes noirs dans ses dessins, sans sous-entendre le moindre message racial ou politique dans le contexte où ils furent publiés.
Les avis des critiques d'art furent divers au sujet de l'apport de Laaksonen. Sa technique très détaillée lui a valu le titre de « maître du crayon », alors qu'un critique du journal néerlandais Het Parool a décrit son travail comme des « illustrations dénuées d'expressivité ».
Il y a une polémique visant à déterminer si ses portraits de « superhommes » (musclés et hyper membrés) sont faciles et sans goût ou si une complexité plus profonde repose dans son œuvre, jouant de ces stéréotypes et les subvertissant.
Dans ce dernier cas, un public assez large s'accorde à admirer son œuvre sur une base purement utilitaire, telle que la décrit Rob Meyer, propriétaire d'un magasin S/M et d'une galerie d'art à Amsterdam, « Ce ne sont pas des œuvres de conservation, mais de masturbation ».

## Impact culturel et postérité

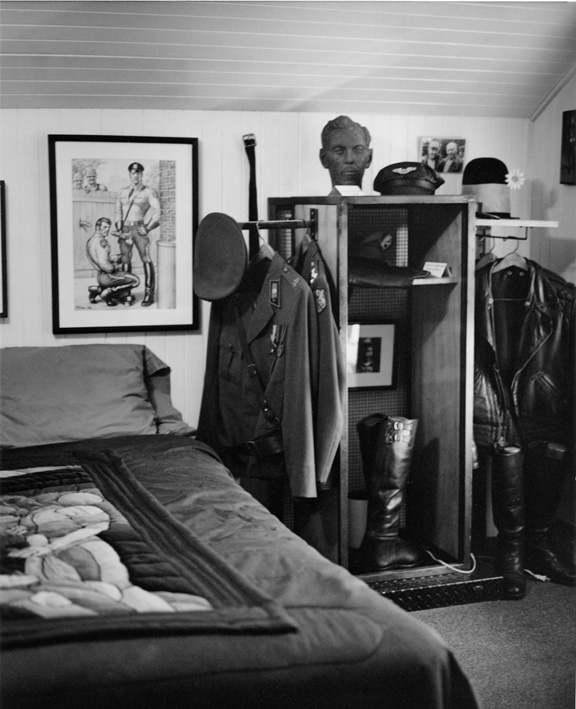
La chambre de Tom Of Finland à la maison de la Fondation à Los Angeles en 2002, photographiée par Henning von Berg.

Tom of Finland a contribué à construire une image virile de l'homosexuel, à rebours du stéréotype de l’homosexuel efféminé qui apparaît par exemple dans L'Escalier ou La Cage aux folles. On peut avancer que l'œuvre de Laaksonen a popularisé et commercialisé une sous-culture S/M qui a émergé après la Seconde Guerre mondiale et qui a atteint son apogée à la fin des années 1970 et au début des années 1980, avant l'apparition du sida dans la communauté gay.
L'allure, les looks, les accessoires adoptés par certains gays durant cette période semblent dériver directement de son œuvre (par exemple, les looks des membres du groupe disco Village People). La combinaison moustache-blouson-casquette de cuir s'est imposée dans la culture populaire du monde occidental comme un stéréotype visuel des homosexuels.
Bien que la popularité de ce look ait décliné depuis le milieu des années 1980, les publications gays, les bars, les boîtes de nuit et les sites en ligne qui ont trait au sado-masochisme continuent de s'y référer de manière considérable.[réf. nécessaire]
En 1999, l'Institut finlandais de Paris lui a consacré une exposition. En 2004, le Musée d'Art moderne de New York a fait entrer plusieurs exemples de l'art de Tom dans sa collection permanente.
En juillet 2008, la marque de parfums alternative État Libre d'Orange lance un parfum à l'effigie de Tom of Finland, créé en partenariat avec la fondation Tom of Finland.
Du 6 septembre 2014 au 29 mars 2015 se tient l’exposition Salaisuuksin suljettu – kirjeiden Tom of Finland (en anglais : Sealed with a Secret – Correspondence of Tom of Finland, soit Au sceau du secret – Correspondance de Tom of Finland) au musée postal de Tampere en Finlande. À cette occasion, trois timbres issus de son œuvre sont mis en vente.
En 2017, un biopic (film biographique) sort au cinéma : Tom of Finland, réalisé par Dome Karukoski.
Du 28 avril au 29 octobre 2023 se tient l'exposition Tom of Finland, Rohkea Matka (soit Tom of Finland, un voyage courageux) au Musée Kiasma d'Helsinki.

## Distinction
- 1990 : Chapeau de Puupää, pour Kake et Mike